# Comuna de Latowicz
Latowicz (polaco: Gmina Latowicz) é uma gminy (comuna) na Polónia, na voivodia de Mazóvia e no condado de Miński. A sede do condado é a cidade de Latowicz.
De acordo com os censos de 2004, a comuna tem 5611 habitantes, com uma densidade 49,2 hab/km².

## Área
Estende-se por uma área de 114,15 km², incluindo:
- área agricola: 84%
- área florestal: 9%

## Demografia
Dados de 30 de Junho 2004:
|                      | Total   | Total | Mulheres | Mulheres | Homens  | Homens |
| -------------------- | ------- | ----- | -------- | -------- | ------- | ------ |
|                      | pessoas | %     | pessoas  | %        | pessoas | %      |
| População            | 5611    | 100   | 2802     | 49,9     | 2809    | 50,1   |
| Densidade (pop./km²) | 49,2    | 100   | 24,5     | 24,5     | 24,6    | 24,6   |

De acordo com dados de 2002, o rendimento médio per capita ascendia a 1128,16 zł.

## Subdivisões
- Borówek, Budy Wielgoleskie, Budziska, Chyżyny, Dąbrówka, Dębe Małe, Generałowo, Gołełąki, Kamionka, Latowicz, Oleksianka, Redzyńskie, Stawek, Strachomin, Transbór, Waliska, Wężyczyn, Wielgolas.

## Comunas vizinhas
- Borowie, Cegłów, Mrozy, Parysów, Siennica, Wodynie